# Lusciniole à moustaches
Acrocephalus melanopogon
Espèce
Statut de conservation UICN

 LC  : Préoccupation mineure
Répartition géographique
- zone de nidification
- présence permanente
- voie migratoire
- aire d'hivernage

La Lusciniole à moustaches (Acrocephalus melanopogon) est une espèce d'oiseaux de la famille des Acrocephalidae. Cette espèce est très localisée, du fait de son habitat lié aux zones marécageuses. Elle est sédentaire, rare occasionnelle au nord de l'aire de répartition, et vit sur le pourtour de la Méditerranée, en Europe centrale, en Afrique du Nord et en Turquie.

## Dénomination
Le nom "lusciniole" est issu du latin lusciniola, diminutif de luscinia, signifiant "petit rossignol". Son nom scientifique Acrocephalus est issu du grec ακροσ désignant "le plus haut" et κεφαλέ signifiant "la tête" ; melanopogon vient du grec μελασ "noir" et πόγόν "barbe", se référant aux bandes noires proches de ses yeux qui lui donnent également son nom français "à moustaches".

## Description
Cet oiseau plus petit qu'un moineau domestique (mesurant entre 12 et 13,5 cm) est brun-roux rayé de sombre sur le dessus et beige clair à très clair sur le dessous. Il porte une large bande claire au-dessus de l'œil, contrastant avec le brun-roux de la tête, une fine bande gris-brun sombre s'étirant horizontalement de part et d’autre de l'œil, du bec jusqu'à la région de l'oreille, un croissant de lune beige en dessous de la bande noire qui couvre une partie de la joue, délimité vers le bas par une deuxième ligne, moins distincte que la bande noire barrant l'œil.
Le bec est fin et très pointu. Les iris des yeux sont marron.
Le mâle et la femelle sont identiques, et l'âge est difficilement décelable dans le plumage.

## Répartition et habitat
Du fait de son habitat très spécialisé, son aire de répartition est morcelée. Cet oiseau vit dans le sud de l'Europe et de l'Asie, notamment dans les zones marécageuses du pourtour méditerranéen, en Europe centrale et dans les Balkans, en Afrique du Nord et en Turquie. Dans sa partie asiatique, on la retrouve dans le pourtour de la mer Caspienne et plus à l'est jusqu'à l'Ouzbékistan, ainsi qu'au Levant et autour du golfe persique durant sa migration.
En France, on le retrouve uniquement sur les bords de la Méditerranée, notamment en Camargue et dans le Languedoc.

### Habitat
Cet oiseau vit dans la végétation dense de ceinture des bords des eaux aquatiques : roselières et cariçaies.

## Écologie et comportement

### Alimentation
La lusciniole à moustaches consomme de petits insectes, notamment de scarabées, et d'autres petits invertébrés. Elle peut également se nourrir de baies comme les cerises ou le sureau.
Elle trouve sa nourriture sur la végétation des marais, notamment les roseaux et autres plantes émergeant de l'eau ; elle est souvent proche de la surface de l'eau où elle glane également ses proies.

### Reproduction

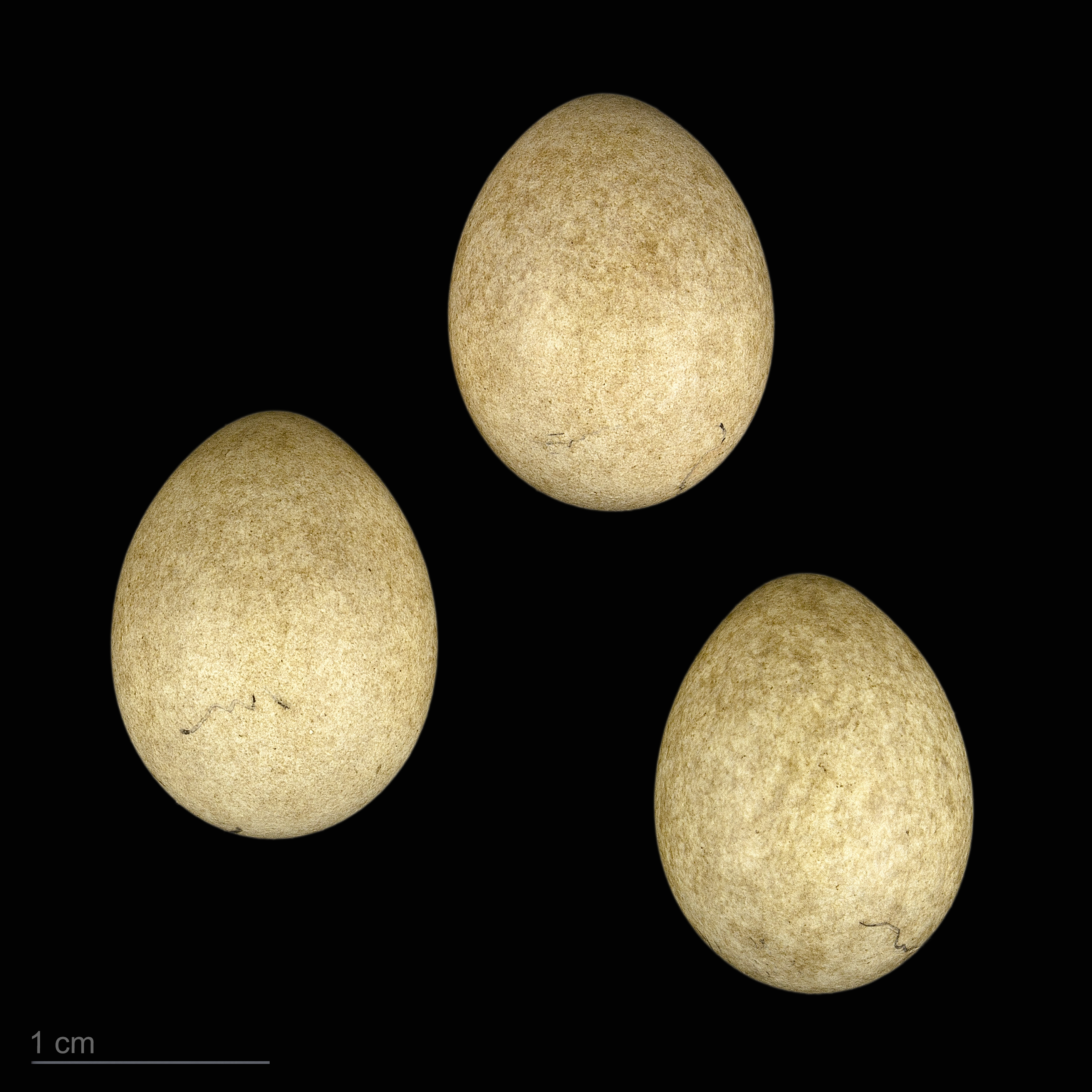
Oeufs de Acrocephalus melanopogon melanopogon - Muséum de Toulouse

Cette espèce construit un nid d'herbe, profond et garni de duvet végétal, dans les roseaux. La reproduction a lieu de la fin mars à la mi-juin en Europe, avec généralement deux couvées. Celles-ci comprennent entre 2 et 7 œufs, qui sont couvés par les deux parents pour une durée de 13 à 15 jours. Les jeunes quittent le nid environ 12 jours après l'éclosion, et deviennent indépendants 18 à 22 jours plus tard.
La lusciniole à moustaches est monogame.

### Vocalisations
Cri rappelant le Phragmite des joncs, mais plus rauque- "t-trrrt", ou "trk-tk-tk-tk" cliquetant. Chant rapide et varié avec motifs flûtés montant de rossignol.  

## Systématique
On lui reconnaît actuellement trois sous-espèces ,: 
- Acrocephalus melanopogon melanopogon (Temminck, 1823) : la sous-espèce nominale, présente dans la partie ouest de son aire de répartition jusqu'à la Turquie.
- Acrocephalus melanopogon mimicus (Madarasz, 1903) : occupe toute l'aire de répartition à l'est de la Turquie. Légèrement plus claire et terne que la sous-espèce nominale, avec une couronne plus clairement rayée. Elle est également légèrement plus grande.

- Acrocephalus melanopogon albiventris (Kazakov, 1974) : vit en Ukraine, sur les bords de la mer Noire et de la mer d'Azov, hivernant au Moyen-Orient. Elle n'est pas reconnue par tous les auteurs, ne différant que faiblement de mimicus en étant plus sombre sur ses parties supérieures et plus claire sur ses parties inférieures.

## Menaces et protection
Cette espèce est inscrite en annexe I de la directive oiseaux et donc protégée par la Commission européenne. En effet, bien que son aire de répartition soit importante et ses effectifs européens relativement élevés (de 14 000 à 17 000 couples), elle est menacée par la perte de son habitat exclusif du fait du développement lié au tourisme et de la disparition des zones marécageuses par drainage. Elle est aussi menacée par l'utilisation massive de pesticides originellement destinés à la destruction des moustiques.
En France, elle est strictement protégée et classée en danger (liste rouge).